# Brăhășești
Brăhășești es una comuna ubicada en el distrito de Galați, Rumania.

## Superficie
Posee una superficie de 43,73 kilómetros cuadrados.

## Demografía
Hasta 2021 la población era de 9091 habitantes, con una densidad de población de 207,9 habitantes por kilómetro cuadrado.